# Scoliacma hades
Scoliacma hades är en fjärilsart som beskrevs av George Thomas Bethune-Baker 1904. Scoliacma hades ingår i släktet Scoliacma och familjen björnspinnare. Inga underarter finns listade.